# Opalia ahiparana
Opalia ahiparana is een slakkensoort uit de familie van de Epitoniidae. De wetenschappelijke naam van de soort is voor het eerst geldig gepubliceerd in 1930 door Powell.